# Sogno di Osman
Il Sogno di Osman (turco: Osman Gazi'nin Rüyası) è un poema epico in turco ottomano, composto presumibilmente nel XV secolo, che tratta, in maniera romanzata, le vicende di Osman I, fondatore dell'Impero ottomano. L'episodio centrale e più noto, e che dà il titolo all'intera opera, è un sogno profetico che Osman avrebbe avuto in casa del mistico Edebali, il quale gli prometteva gloria e prosperità per lui e la sua stirpe se avesse sposato la figlia di Edebali, Rabia Bala.
L'opera, che pretendeva di essere stata composta nel XIII secolo dallo stesso Osman, è una pietra miliare della cultura identitaria turca e parte fondamentale del mito fondativo ottomano.

## Trama
Osman, giovane principe dell'Anatolia, era ampiamente noto per la sua devozione all'Islam e per la sua amicizia col mistico Edebali.
Un giorno, mentre Osman e suo fratello maggiore Gündüz erano ospiti del signore di Ineani, si presentò al cancello un gruppo armati guidato dal signore di Eskişehir e da Köse Mihal, che chiesero che venisse loro consegnato Osman, ma il loro ospite rifiutò. Mentre i cavalieri esitavano, Osman e Gündüz gli attaccarono, mettendoli in fuga e prendendo Mihal prigioniero. Fra Mihal e Osman nasce un'amicizia, così il primo si converte e si schiera con Osman.
Qualche tempo dopo, Osman è ospite di Edebali e una notte fa un sogno profetico, dove gli viene promesso che otterrà numerose vittorie fino a fondare un impero che sarà governato da lui e dai suoi discendenti, a patto che sposi la figlia di Edebali. Il poema si conclude con Osman che si sveglia mentre sta per mettere al dito un anello che simboleggia il dominio sul mondo.

## Il sogno
Vide che una luna sorse dal petto del santo uomo e affondò nel suo stesso petto. Un albero luminoso come la luna spuntò dalla sua pancia e la sua ombra bussò al mondo. Al di sotto di questa ombra c'erano montagne e fiumi scorrevano dai piedi di ogni montagna. Alcune persone bevevano da queste acque, altre annaffiavano i giardini, mentre altre facevano scorrere le fontane. Quando Osman si svegliò, raccontò la storia al sant'uomo, che disse: "Osman, figlio mio, congratulazioni, perché Dio ti ha dato la carica imperiale a te e ai tuoi discendenti e mia figlia Malhun sarà tua moglie.

## Critica
Praticamente la totalità degli storici moderni sono concordi nello stabilire che il poema è apocrifo, composto almeno un secolo dopo la morte di Osman, probabilmente nel XV secolo, anche se riconoscono la storicità della premessa, ovvero la stretta amicizia fra Osman ed Edebali e il matrimonio del primo con Rabia Bala, figlia di Edebali.
Ritengono anche che l'intento dell'opera non fosse biografico ma propagandistico, composta con l'intento di fornire un ulteriore tassello nel mito fondativo ottomano, "nobilitare" la vita di Osman e dare una ragione "divina" al suo costante successo bellico, e che avrebbe così legittimato anche i suoi discendenti. Le stesse ragioni sono alla base dello scambio, intenzionale o meno, della vera figlia di Edebali, Rabia Bala, con Malhun, seconda moglie di Osman, dalle origini incerte ma madre del suo successore, Orhan, da cui discende l'intera dinastia ottomana.